# آبراهه افتخار

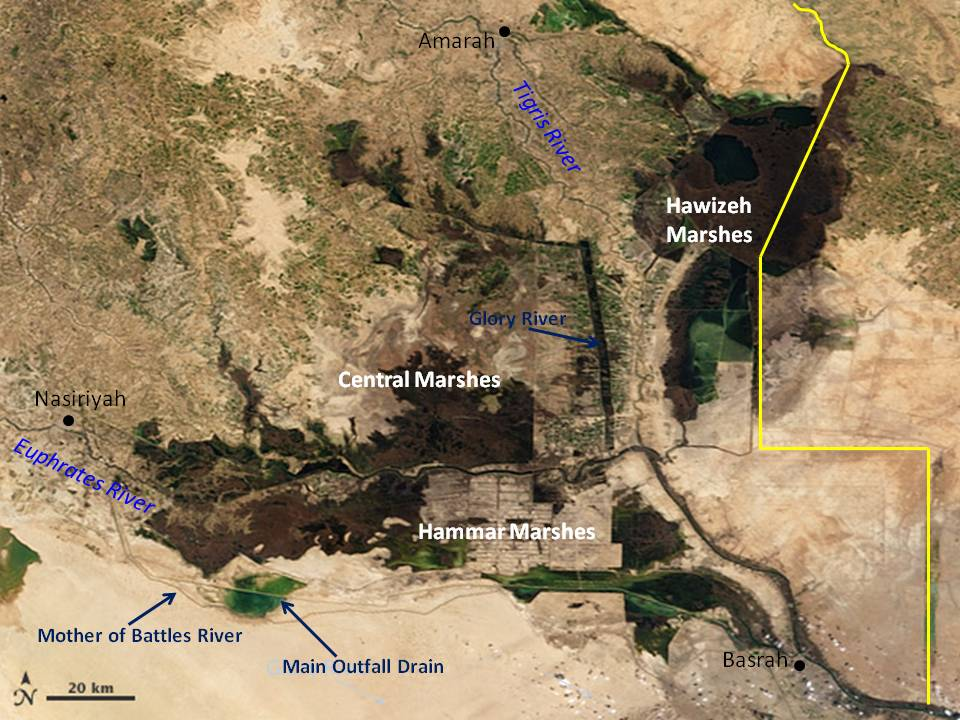
نقشه مرداب‌های میان‌رودان و محل آبراهه افتخار (Glory River).

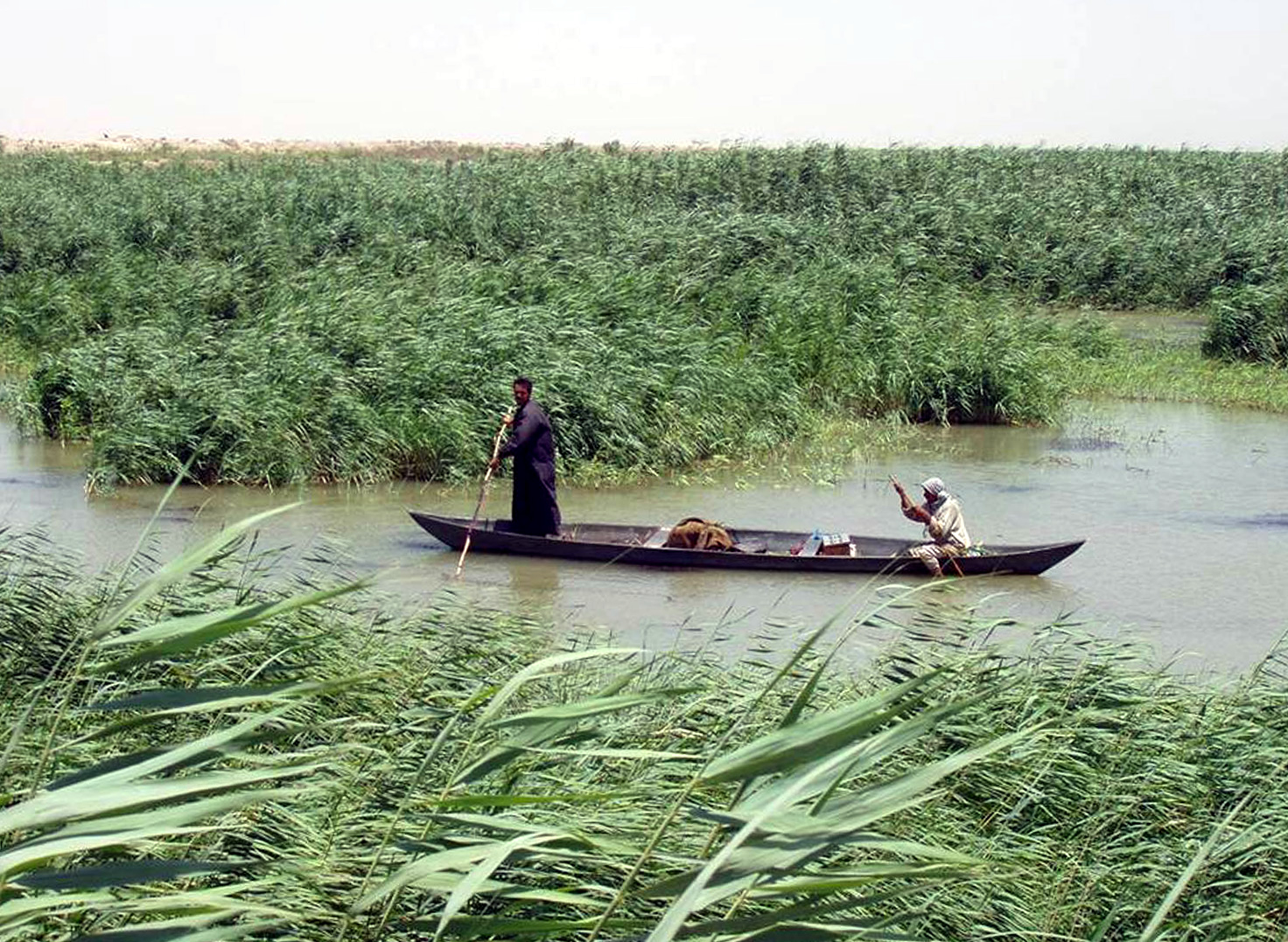
عرب‌های هور بر روی یک مشحوف در نیزارهای جنوب عراق.

آبراهه افتخار (عربی: نهر العز) آبراهه کم‌ژرفایی به عرض تقریبی ۲ کیلومتر در جنوب عراق است که در سال ۱۹۹۳ توسط صدام حسین برای تغییر مسیر آب‌های رود دجله به سمت فرات در نزدیکی محل تلاقی این دو رود در شط‌العرب ساخته شد. این آبراهه از زمان ساخت به دلیل تغییر مسیر آب از مرداب‌های مرکزی باعث تشدید مشکلات زیست‌محیطی و انسانی شد و نقش مؤثری در تبدیل بخش بزرگی از تالاب‌ها به بیابان داشت.
پس از جنگ اول خلیج فارس و به دنبال خیزش شعبانیه در سال ۱۹۹۱، صدام حسین به تلافی این اعتراضات سرکوب‌شده، برنامه‌ای تهاجمی برای انحراف جریان آب رودهای دجله و فرات و جداسازی آن از هورهای جنوب این کشور اجرا کرد. برنامه زهکشی مرداب‌های میان‌رودان به‌طور مستقیم عرب‌های هور را تحت تأثیر قرار داد و آن‌ها مجبور به ترک سکونت‌گاه‌های خود در منطقه شدند. ناحیه بوم‌شناختی نیزارها از سال ۲۰۰۳ به دلیل شکستن دایک‌ها توسط جوامع محلی به‌شکل قابل‌توجهی بهبود یافته‌است.